# Беленсон, Александр Эммануилович
Алекса́ндр Эммануи́лович Беленсо́н (Бейленсон, псевдоним Алекса́ндр Лу́гин; 14 [26] января 1890, Минск — 9 апреля 1949, Москва) — поэт, прозаик, издатель альманаха «Стрелец».

## Биография
Родился в богатой еврейской семье, в юношеском возрасте был крещён. В 1907 г. получил аттестат зрелости в Ларинской гимназии в Петербурге, проучившись там один год. В 1907—1911 гг. учился на юридическом факультете Петербургского университета, государственные экзамены сдавал в 1912 г. в Харьковском университете. В 1914—1917 гг. служил помощником присяжного поверенного в Петербургской судебной палате.
Публиковал стихи с 1910 г.: в «Сатириконе», затем в киевском журнале «Музы». В 1913 г. сблизился с Н. Кульбиным, в следующем году в издательстве «Сатирикон» вышла первая книга Беленсона «Забавные стишки», отмеченная сильным влиянием поэтики М. Кузмина. Участвовал в сборнике футуристов «Весеннее контрагентство муз» (1915, под ред. Д. Бурлюка и С. Вермеля).
Получил известность как редактор и издатель альманаха «Стрелец» (вышло три номера: в 1915, 1916 и 1922 гг.), на страницах которого соседствовали публикации символистов (А. Блок, Ф. Сологуб) и футуристов (Д. Бурлюк, В. Каменский, А. Крученых, Б. Лившиц, В. Маяковский, В. Хлебников), а также В. Розанова, М. Кузмина, А. Ремизова, А. Ахматовой и др. Название для альманаха было «подарено» Блоком, планировавшим выпускать одноимённый символистский журнал. Альманах был примечателен не только соседством символистов с футуристами, но и изысканным художественным оформлением, в котором участвовали Ю. Анненков, М. Добужинский, Н. Кульбин, И. Пуни, О. Розанова, М. Шагал и другие известные художники. Выходу альманаха был посвящён отдельный вечер в литературно-артистическом кабаре «Бродячая собака», на котором М. Горький произнес получившую известность фразу о футуристах: «В них что-то есть». Публикация во втором выпуске «Стрельца» статьи В. Розанова «Из последних страниц русской критики» спровоцировала обвинения в антисемитизме и отказ В. Маяковского от дальнейшего сотрудничества с изданием. Опубликованные в альманахе стихи самого Беленсона изданы в 1924 г. отдельной книгой под названием «Безумия».
Юрий Карабчиевский в книге «Воскресение Маяковского» (Мюнхен, Страна и мир, 1985) упоминает, что Беленсон вызвал на дуэль Маяковского, но тот вызова не принял. Ни причины вызова, ни года Карабчиевский не называет.
После Октябрьской революции публиковал эссе на литературные и театральные темы, частично вошедшие в книгу «Искусственная жизнь» (1921, с предисловием Н. Евреинова). В 1925 г. выпустил сборник «Кино сегодня», посвящённый творчеству Л. Кулешова, Д. Вертова и С. Эйзенштейна. С 1927 г. использовал псевдоним Александр Лугин, который имел как личное (эту фамилию носила вторая, с 1928 г., жена писателя, Е. Е. Лугина), так и литературное значение (художник Лугин — герой неоконченной повести М. Ю. Лермонтова «Штосс»). Этим именем подписан единственный роман Беленсона «Джиадэ, или Трагические похождения индивидуалиста», за ним последовала повесть «Комедь звенящая» (текст утрачен), отправленная в 1929 г. М. Горькому, который оценил произведение резко негативно.
Под этим же именем вскоре стал известен как автор военно-патриотических песен, из которых наиболее популярной была «Винтовка» (1937), положенная на музыку многими композиторами (наиболее известен вариант, написанный братьями Покрасс). Его авторству принадлежат песни «Боевая пехотная», «Песня про наводчика Ибрагимова», «Капитан Гастелло», «В сердцах горит кремлёвский свет!» и др.
В годы Великой Отечественной войны находился в эвакуации в Ташкенте, где продолжал писать песни, положенные затем на музыку Г. Мушелем, О. Чишко, Л. Половинкиным, Л. Шварцем, А. Хачатуряном и другими композиторами. После возвращения в Москву создал песни «Победный стяг» и «Дума матери» (муз. В. Шебалина), «Марш связистов» (муз. Б. Мокроусова), «Песня о маршале Берия» (муз. В. Мурадели) и др. Песни на его стихи многократно издавались на грампластинках.
Первая жена — актриса Фаина Александровна Глинская (1892—1970), вторая — Е. Е. Лугина (1909—1967).
Умер 9 апреля 1949 г. в одной из московских психиатрических клиник. О болезни известно мало, в частности, что Беленсон страдал от «музыкальных галлюцинаций». Похоронен на Ваганьковском кладбище (3 уч.).

## Роман
Лугин-Беленсон — автор единственного романа «Джиадэ, или Трагические похождения индивидуалиста» (1928). Книга имела двойное заглавие, на обложке значилось: «Джиадэ. Роман ни о чём» (что отсылало к известному высказыванию Гюстава Флобера, мечтавшего создать «книгу ни о чём»).
Роман состоит из четырёх относительно самостоятельных частей: «Джиадэ (Роман ни о чём)», «Трагические похождения индивидуалиста», «Мимолетности» и «Сказание о птичке божьей (Два варианта)». Исследователь И. Е. Лощилов отмечал: «Четыре небольшие повести объединены фигурой героя-индивидуалиста, вокруг которой организовано повествование в каждом из случаев. <…> Вкупе с вариативным названием книги, читающимся по-разному на обложке и на титульном листе, это позволяет увидеть четыре отдельных повести как единый текст — экспериментальный роман, трагическая суть которого при этом лишается оттенка иронии». Роман Лугина во многом созвучен поискам ряда советских прозаиков 1920 — начала 1930-х гг., в особенности К. Вагинова, Ю. Олеши, А. Николева, позднего М. Кузмина, «Серапионовых братьев», а также разработкам формалистов в области теории прозы. В романе использован широкий спектр литературных приемов: разрушение фабулы, метаповествование, цитатность, аллюзивность, фрагментарность, монтажность, стилизация, пародия, словесная игра, элементы абсурда и т. д. Открывающее роман рассуждение о «новой прозе», принадлежащее одному из героев, Генриху, можно прочесть как манифест самого автора: 

Новая проза отметет вещи с большой буквы, а заодно и ребяческое желание равнять искусство по радио, пару и электронам, ибо человеку всё было известно о полете до изобретения летательных машин. Новой прозе не нужна будет и внешняя словесная фантастика. Она покажет фантастичность человека, сидящего у себя дома на стуле. С невиданной ещё экономией изобразительных средств новая проза покажет и утвердит навсегда мистериальность самого ничтожного жизненного факта <…> Всё, что действительно возможно изобрести в области художественной прозы, будет найдено художником в себе самом. <…> Неизбежен решительный бой между вещью с большой буквы и вещами; при этом многие выбудут из строя, но искусство лишь выиграет. Новая проза несомненно предпочтет обходиться не только без сюжета, а даже без внешней занимательности. Как и все истинно новое, новая проза родится в тишине и начнёт с того, что всячески оградит себя от тлетворного и постыдного успеха у большинства.
Советской критикой книга была встречена враждебно, она характеризовалась как вредная и реакционная, автора упрекали в мистицизме, эстетстве, декадентстве, издевательстве над революцией и всем советским (при этом, «Джиадэ…» небезосновательно сопоставляли с вышедшей в том же году книгой О. Мандельштама «Египетская марка»). М. Горький назвал роман «очень плохой книгой». Вскоре роман попал под запрет, был изъят из продажи и библиотечных сетей.

## Семья
- Отец — Эммануил Моисеевич Бейленсон; ему принадлежал дом в Минске по улице Койдановской, 17.
- Братья отца — Гилярий (Гилель) Моисеевич Бейленсон (1867—1930), издатель одесской газеты «Южное обозрение»; Адольф Моисеевич Бейленсон (1861—?), — врач-венеролог.

## Книги
- Беленсон А. Забавные стишки / Рис. Н. И. Кульбина. СПб.: Сатирикон, 1914. — 43 с.
- Беленсон А. Искусственная жизнь / Вступ. статья Н. Н. Евреинова; обл. и рис. Юрия Анненкова; марка Д. Бурлюка. Пб.: [Стрелец], 1921. — 88 с.
- Беленсон А. Врата тесные. Вторая книга стихов. Пб.: [Стрелец], 1922. — 46 с.
- Беленсон А. Безумия. Третья книга стихов. М., 1924. — 61 с.
- Беленсон А. Кино сегодня. Очерки советского кино-искусства (Кулешов — Вертов — Эйзенштейн). М.: [издание автора], 1925. — 102 с.
- Лугин А. Джиадэ, или Трагические похождения индивидуалиста. Роман ни о чём. [М.]: Издательство «Федерация»; артель писателей «Круг», 1928. — 255 с.
- Беленсон А. Э. Голубые панталоны. Рудня-Смоленск: Мнемозина, 2010.
- Лугин А. (Беленсон А. Э.) Джиадэ: Роман ни о чём / Подг. текста, послесл. и комм. С. Шаргородского. [Б.м.]: Salamandra P.V.V., 2015. — 261 с. [Электронное издание.]
- Беленсон А. Э. Забавные стишки: Стихи и проза. [Б.м.]: Salamandra P.V.V., 2015. — 80 с. [Электронное издание.]